# Ernst von Dobschütz
Ernst Adolf Alfred Oskar Adalbert von Dobschütz, född 9 oktober 1870, död 20 maj 1934, var en tysk teolog.
von Dobschütz blev 1899 professor i Nya testamentet och patristik i Jena, från 1913 i Halle. Bland von Dobschütz arbeten märks Das apostolische Zeitalter (1905, 2:a upplagan 1917, svensk översättning 1905), Der Apostel Paulus (2 band, 1926-28), Das neue Testament (1927). von Dobschütz självbiografi ingår i Religionswissenschaft der Gegenwart im Selbstdarstellungen (1928).